# Qualificazioni al campionato europeo femminile di calcio 2013 - Fase a gironi, gruppo 2
Le qualificazioni al campionato europeo femminile di calcio 2013 vennero giocate, nel gruppo 2, da sei nazionali: Germania, Spagna, Romania, Svizzera, Kazakistan e Turchia. Le sei squadre si affrontarono in un girone all'italiana con partite di andata e ritorno, per un totale di 10 partite. La squadra prima classificata si qualificava direttamente alla fase finale del torneo, mentre la seconda classificata si qualifica direttamente alla fase finale solo se era la migliore seconda dei sette gruppi di qualificazione, altrimenti accedeva ai play-off qualificazione.

## Classifica finale
| Pos | Squadra    | Pt | G  | V | N | P | GF | GS | DR  |
| --- | ---------- | -- | -- | - | - | - | -- | -- | --- |
| 1.  | Germania   | 28 | 10 | 9 | 1 | 0 | 64 | 3  | +61 |
| 2.  | Spagna     | 20 | 10 | 6 | 2 | 2 | 43 | 14 | +29 |
| 3.  | Romania    | 16 | 10 | 5 | 1 | 4 | 20 | 20 | 0   |
| 4.  | Svizzera   | 15 | 10 | 5 | 0 | 5 | 29 | 24 | +5  |
| 5.  | Kazakistan | 7  | 10 | 2 | 1 | 7 | 4  | 55 | -51 |
| 6.  | Turchia    | 1  | 10 | 0 | 1 | 9 | 4  | 48 | -44 |

## Risultati
Tutti gli orari sono CEST (UTC+2) per le date dal 27 marzo al 23 ottobre 2011 e tra il 25 marzo e il 28 ottobre 2012, per le altre date sono CET (UTC+1).
| Arbitro: | Caroline De Boeck |

|  |           |                            |
|  | Marcatori | 7’ Rus 15’ Bortan 51’ Laiu |

| Arbitro: | Silvia Tea Spinelli |

|                                           |           |              |
| Bajramaj 32’, 66’ Bresonik 73’ Müller 79’ | Marcatori | 68’ Bachmann |

| Arbitro: | Tanja Schett |

|            |           |                                                                                              |
| Güngör 20’ | Marcatori | 9’, 51’ Adriana 11’, 65’ Borja 26’, 46’, 69’ Boquete 44’ Sonia 82’ Corredera 86’ Olabarrieta |

| Arbitro: | Katalin Kulcsar |

|                                         |           |          |
| Crnogorčević 43’, 87’ Bachmann 73’, 84’ | Marcatori | 54’ Dușa |

| Arbitro: | Petra Chudá |

|                        |           |  |
| Li 57’ Kirgizbaeva 89’ | Marcatori |  |

| Tarso 22 ottobre 2011, ore 14:00 | Turchia      | 0 – 0 referto | Kazakistan | Burhanettin Kocamaz (1 652 spett.)\| Arbitro: \| Leen Martens \| |
| Arbitro:                         | Leen Martens |               |            |                                                                  |

| Arbitro: | Jana Adámková |

|  |           |                                                |
|  | Marcatori | 21’ Goeßling 56’ Bajramaj 59’ (rig.) Behringer |

| Arbitro: | Jenny Palmqvist |

|                              |           |                          |
| Adriana 19’, 36’ Boquete 71’ | Marcatori | 58’ Bachmann 69’ Mehmeti |

| Arbitro: | Mihaela Basimamović |

|  |           |                                                |
|  | Marcatori | 19’, 82’ Sonia 50’ (rig.) Adriana 86’ Meseguer |

| Arbitro: | Donka Jeleva-Terzieva |

|                                                    |           |                |
| Laiu 6’ Sârghe 34’ Dușa 37’, 47’, 60’ Rus 74’, 86’ | Marcatori | 45+2’ Defterli |

| Arbitro: | Carina Vitulano |

| |           |  |
| Okoyino da Mbabi 3’, 10’, 14’, 16’ Popp 5’, 11’, 31’, 59’ Laudehr 23’, 41’ Behringer 36’ (rig.) Bajramaj 51’ Peter 62’, 65’, 89’ Müller 74’, 85’ | Marcatori |  |

| Arbitro: | Gyöngyi Gaál |

|  |           |                                        |
|  | Marcatori | 42’ Sonia 52’, 73’ Boquete 84’ Adriana |

| Arbitro: | Karolina Radzik-Johan |

|                   |           |                    |
| Ficzay 86’ (aut.) | Marcatori | Rus 11’ Ficzay 62’ |

| Arbitro: | Gordana Kuzmanović |

|                                                                                    |           |                |
| Dickenmann 4’, 45+1’, 81’ Maendly 16’ Moser 28’ (rig.) Wälti 44’ Bachmann 56’, 60’ | Marcatori | 42’ Karibayeva |

| Arbitro: | Kateryna Monzul' |

|                         |           |                                |
| Boquete 57’ Willy 90+1’ | Marcatori | 27’ Goeßling 30’ (aut.) García |

| Arbitro: | Gordana Kuzmanović |

|  |           |                                                                   |
|  | Marcatori | 10’ Marozsán 11’ Okoyino da Mbabi 71’ Bresonik 76’, 90’ Behringer |

| Arbitro: | Sabine Bonnin |

|                          |           |  |
| Bănuță 53’, 87’ Dușa 65’ | Marcatori |  |

| Arbitro: | Efthalia Mitsi |

|                                              |           |  |
| Okoyino da Mbabi 24’, 58’, 68’, 86’ Popp 61’ | Marcatori |  |

| Arbitro: | Marina Mamaeva |

|                                                             |           |  |
| Maendly 3’, 9’ Bachmann 30’ Crnogorčević 53’ Dickenmann 87’ | Marcatori |  |

| Arbitro: | Lilach Asulin |

| |           |  |
| Boquete 20’ (rig.), 68’ (rig.) Bermúdez 22’ Borja 29’, 54’ Vilas 33’, 38’, 45’, 51’, 59’, 60’, 79’ Torrejón 78’ | Marcatori |  |

| Arbitro: | Tanja Schett |

|  |           |                                                                |
|  | Marcatori | 16’, 38’, 71’, 85’ Okoyino da Mbabi 24’ Mittag 64’ (aut.) Egli |

| Arbitro: | Saša Ihringová |

|                                             |           |  |
| Bresonik 1’ Popp 34’, 50’, 90’ Marozsán 40’ | Marcatori |  |

| Arbitro: | Kirsi Heikkinen |

|                                                |           |                                       |
| Bachmann 18’, 80’ Crnogorčević 54’ Zumbühl 82’ | Marcatori | Paz 25’ García 37’ Boquete 73’ (rig.) |

| Arbitro: | Rhona Daly |

|                                        |           |  |
| Sonia 13’ Paz 32’ 34’ Kıraç 73’ (aut.) | Marcatori |  |

| Arbitro: | Natalia Avdonchenko |

|                            |           |                          |
| Rus 41’, 60’, 81’ Dușa 61’ | Marcatori | Crnogorčević 8’ Abbé 64’ |

| Arbitro: | Monica Larsen |

|  |           |                                                                                       |
|  | Marcatori | 8’, 42’ Okoyino da Mbabi 33’ Odebrecht 55’ Mittag 63’ Schmidt 86’ Müller 87’ Goeßling |

| Arbitro: | Ginta Pēce |

|          |           |                                  |
| Uraz 27’ | Marcatori | 25’ Dickenmann 70’, 73’ Bachmann |

| Arbitro: | Marija Damjanović |

|            |           |  |
| Yalova 58’ | Marcatori |  |

| Arbitro: | Natalia Avdonchenko |

| |           |  |
| Okoyino da Mbabi 17’, 74’ Mittag 24’ Laudehr 45+1’ (rig.) Behringer 52’, 60’ (rig.) Müller 72’, 86’, 90+2’ Bajramaj 85’ | Marcatori |  |

| Madrid 19 settembre 2012, ore 18:00 | Spagna                  | 0 – 0 referto | Romania | La Ciudad del Fútbol (298 spett.)\| Arbitro: \| Anastasija Pustovojtova \| |
| Arbitro:                            | Anastasija Pustovojtova |               |         |                                                                            |

## Marcatrici
17 reti
- Célia Okoyino da Mbabi

11 reti
- Ramona Bachmann

10 reti
- Verónica Boquete (3 rig.)
- Mari Paz Vilas

8 reti
- Alexandra Popp

7 reti
- Martina Müller
- Laura Rus

6 reti
- Melanie Behringer (3 rig.)
- Cosmina Dușa

- Adriana Martín (1 rig.)

- Sonia Bermúdez

5 reti
- Fatmire Bajramaj

- Ana-Maria Crnogorčević

- Lara Dickenmann

4 reti
- Priscila Borja

3 reti
- Linda Bresonik
- Lena Goeßling

- Simone Laudehr (1 rig.)
- Anja Mittag

- Babett Peter
- Sandy Maendly

2 reti
- Dzsenifer Marozsán

- Anne-Marie Bănuță

- Andreea Laiu

1 rete
- Viola Odebrecht
- Bianca Schmidt
- Saule Karibayeva
- Begaim Kirgizbaeva
- Larisa Li
- Mariya Yalova
- Ioana Bortan
- Maria Ficzay

- Raluca Sârghe
- Marta Corredera
- Ruth García
- Silvia Meseguer
- Amaia Olabarrieta
- Marta Torrejón
- Willy
- Caroline Abbé

- Jehona Mehmeti
- Martina Moser (1 rig.)
- Lia Wälti
- Selina Zumbühl
- Bilgin Defterli
- Leyla Güngör
- Yağmur Uraz

1 autorete
- Maria Ficzay (a favore della Turchia)
- Ruth García (a favore della Germania)

- Marie-Andrea Egli (a favore della Germania)

- Seval Kıraç (a favore della Spagna)